# Дзвіниця Троїцького собору (Глухів)
Дзвіни́ця Троїцького собо́ру — втрачена дзвіниця Троїцького собору в Глухові Чернігівської губернії (теперішньої Сумської області), пам'ятка української архітектури в стилі українського (козацького) бароко (до 1759 року) та раннього класицизму (кінець XVIII століття).
Зводилася протягом другої половини XVIII століття «будівничим» Гаврилом Пуховичем та архітекторами Андрієм Квасовим і Федором Савичем. Під час будівництва дзвіниця двічі обвалювалася: у 1759 та 1772 роках, а також постраждала від великої пожежі 1784 року. Освячена 1799 року.
Зруйнована в 1930-х роках за ініціативою Глухівської міської ради та виконавчого комітету Глухівської окружної Ради робітничих, селянських та червоноармійських депутатів, що були затверджені рішенням НКВС Української СРР та секретаріату ВУЦВК.

## Історія

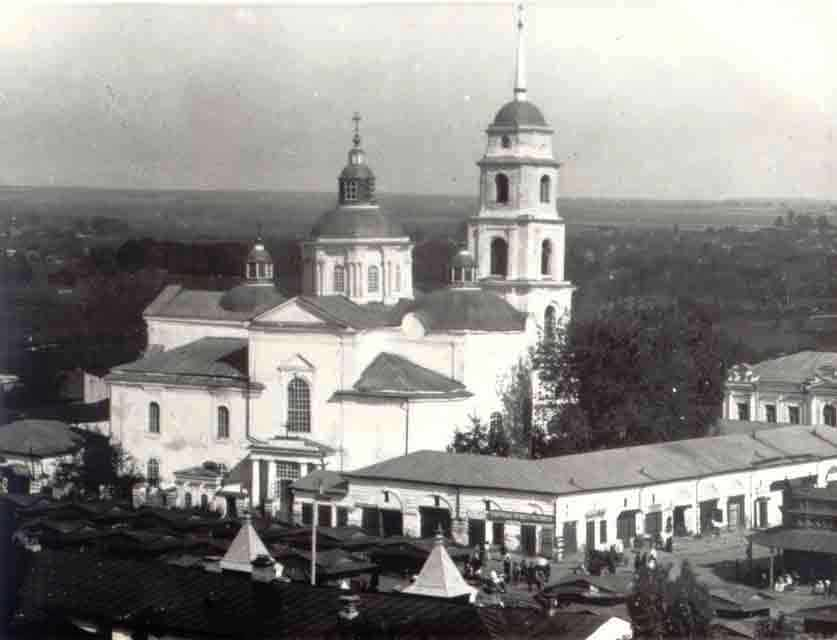
Дзвіниця за Троїцьким собором

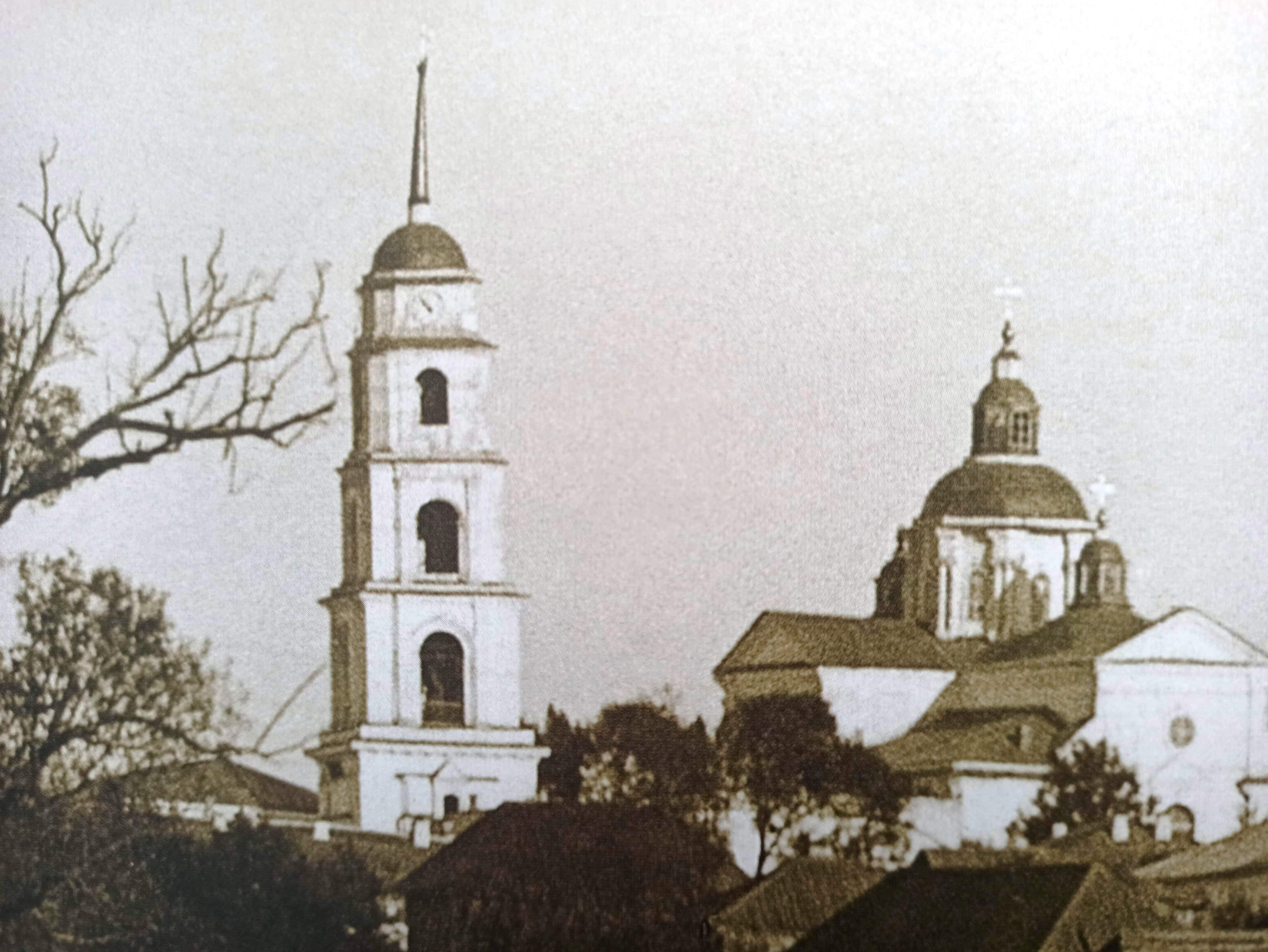
Дзвіниця з боку Веригіна

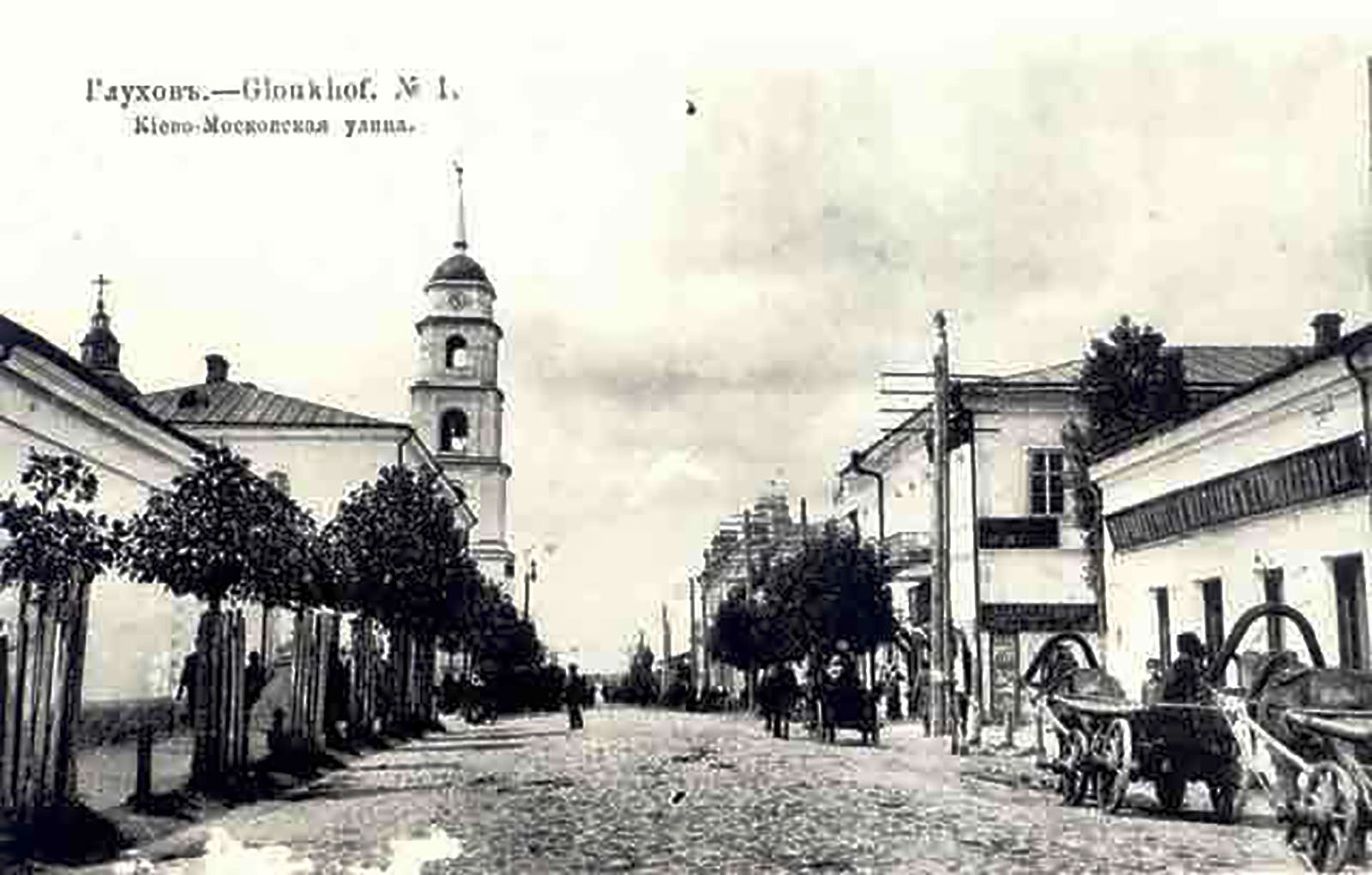
Дзвіниця Троїцького собору (східний фасад)

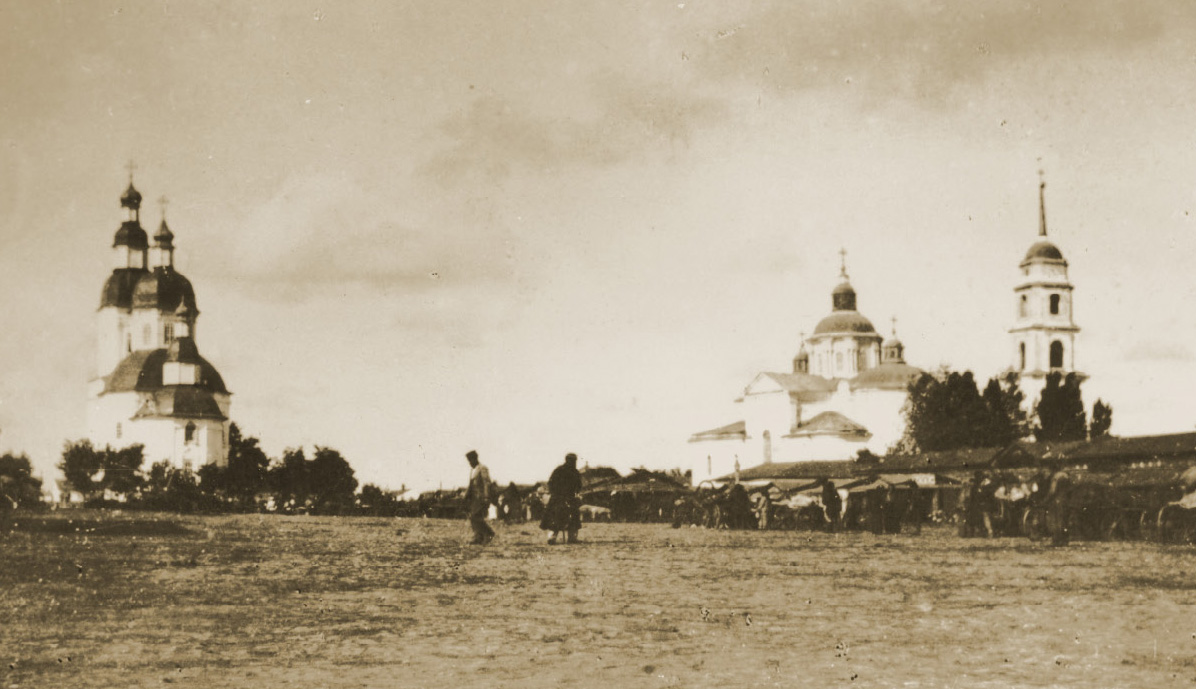
Радний майдан — дзвіниця Троїцького собору праворуч

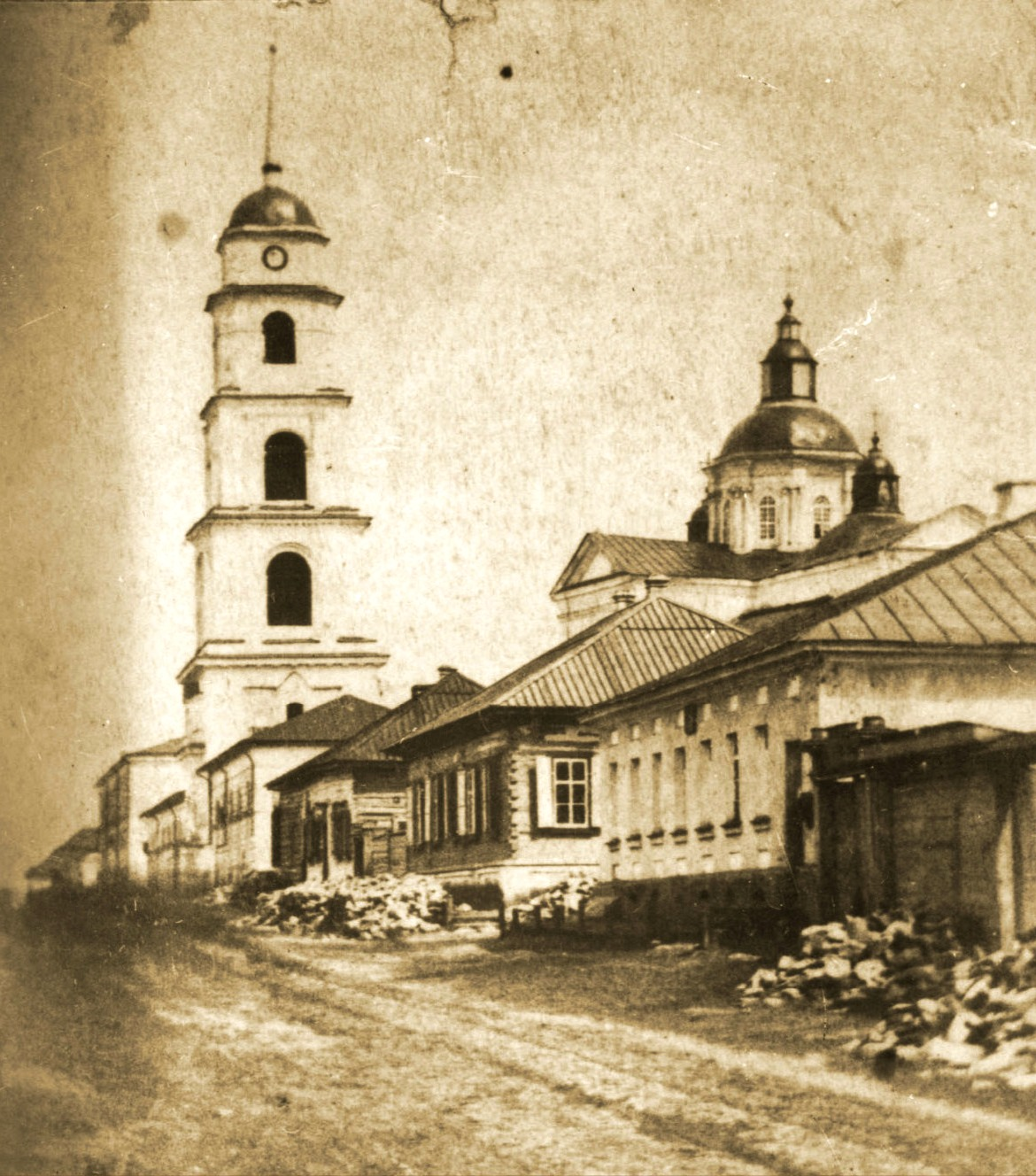
Дзвіниця Троїцького собору

### Початок будівництва та перше падіння дзвіниці
Перший контракт із майстром на будівництво Троїцького собору та дзвіниці поряд було укладено за гетьмана Івана Скоропадського 1720 року. Але зводити почали лише через 24 роки. Час втрачався через брак коштів. На думку українського історика Василя Пуцка в першій половині XVIII століття до появи відомого українського архітектора Андрія Квасова будівельні роботи не вийшли за межі початкової стадії.
1759 року при зведенні склепінь та куполів на собор впала дзвіниця і розколола його навпіл та відбила північно-західний кут. На довгий час будівництво було зупинено.

### Відновлення будівництва та друге падіння дзвіниці
Друга Малоросійська колегія 1764 року виділила на будівництво 1416 рублів. Ще порівняно незначні кошти надійшли від окремих осіб. Кураторами будівництва були значковий товариш Приблуда та військовий товариш Клоченко. Від міста «будівничим» був військовий канцелярист Гаврило Пухович, який наглядав за ходом робіт.
Новий контракт, укладений 1765 року Андрієм Квасовим з Петром Рум'янцевим — президентом Малоросійської колегії, передбачав діяльність архітектора протягом 6 років при «самих урядових будівлях» (рос. одних казенных строениях). Головним завданням стала добудова Троїцького собору в Глухові та дзвіниці. Протягом 1765 року роботи з будівництва активізувались. Розпочались підготовчі роботи, закуплено деревину та встановлено нові риштування.
Генерал-губернатор Малоросії Петро Рум'янцев-Задунайський вимагав збудувати дзвіницю в західній частині церкви, хоча Андрій Квасов був категорично проти такої ідеї, бо на «наявних основах» (рос. существующих основаниях) побудувати дзвіницю неможливо. Адже, на думку фахівця, стіни не витримають такого навантаження і впадуть. Погодження та вивчення цього питання тривало майже два роки. Потім архітектор погодився на будівництво дзвіниці. Андрій Квасов у донесенні 24 лютого 1766 року говорив про будівництво двоярусної дзвіниці над західним фасадом (компартиментом), як пропонував Петро Рум'янцев-Задунайський. Проте, на думку Василя Пуцка, від пропозиції 1765 року в Малоросійській колегії відмовилися та збудували окремо від собору. Муровану дзвіницю потинькували, а увінчувалась вона шпилем на невеликому барабані.
Весною 1769 року обвалилася дзвіниця і «своїм падінням відбила кут храму» (рос. падением своим отшибла угол храма). Згідно з поясненням Квасова зруйнувалися два західні компартименти — у центральній та північній навах на північно-західному куті собору. А це, своєю чергою, ослабило основу стіну біля дзвіниці. Загальна причина — це повільне будівництво собору і дзвіниці. Адже за майже півстоліття з початку будівництва 1720 року споруда ніколи не була накрита, а атмосферні опади підмивали фундамент. Тому просіли цегляні стовпи, до яких були закріплені металеві тяжі від стіни зі сходами на хори. У результаті цього металеві тяжі потягнули частину стіни та ослабили основу, на яку спиралася дзвіниця. Сам Квасов цю ситуацію пояснив Рум'янцеву так: «усе це сталося не через мою невмілість, а через слабкість фундаменту» (рос. сіе все не от неискуства моего последовало, но от слабости фундамента). У результаті дзвіницю було збудовано окремо від собору, а зруйнований кут церкви було відновлено стіною.
За іншими даними обвал дзвіниці стався наприкінці 1772 або в січні 1773 року. На цей момент на самому соборі та на дзвіниці покрівля з кроквами вже була обшита дошками. Залишалось тільки ту дощану покрівлю залізом покрити й на дзвіницю підняти вже виготовлений шпиль, що був підготовлений на землі.

### Будівництво Федором Савичем та пожежа 1784 року
Наприкінці 1772 року Андрій Квасов захворів і через деякий час помер. Керувати будівництвом почав Федір Савич (онук генерального писаря Семена Савича), який повинен був закінчити будівництво «за наявним на те планом» (рос. по имеющемуся на то плану). Однак він всіляко відмовляється від керівництва будівництвом через брак досвіду та молодість. Будівництво знову зупинилось на шість років. 17 березня 1778 року Рум'янцев наказав запросити до Глухова російського архітектора Олексія Гавриловича Яновського (1739 — ?).
Будівництво йшло повільно, оскільки не вистачало матеріалу. Під час великої пожежі 1784 року знову погоріли всі дерев'яні кріплення та риштування. Цегла з родової усипальниці Савичів Михайлівської церкви пішла на добудову дзвіниці Троїцького собору. На рубежі століть величному будівництву Глухова, який з 1708 до 1783 років був столицею Лівобережної України, почали допомагати російські імператори. 1791 року 10 тисяч рублів надала Катерина II, а 1800 року царський уряд надіслав до Глухова ще 13 тисяч рублів, що пішли на оздоблювальні роботи та упорядкування території. Врешті-решт 1799 року дзвіницю та собор було освячено.

### Знесення
Наприкінці вересня 1928 року за пропозицією Глухівського окружного адміністративного відділу була створена комісія для огляду стану дзвіниці Троїцького собору. До складу комісії увійшли представник адмінвідділу Мещанінцев, технічний інспектор відділу праці Качера, інженер військового відділу Прохасько, інженер ОМХу Терлецький та технік ОМХу Лубашніков. Вони встановили, що дзвіниця нахилилась на 10 градусів. Також вивітрились на половину цегляні стіни та покрилися тріщинами, а дубові балки, що тримали дзвони, продавили цеглу стін та просіли. Загальний висновок: закрити дзвіницю, бо для використання в такому стані вона не придатна. У квітні 1929 року Глухівська міська рада, за підписом голови Ситника та секретаря Рубкова, подала низку документів виконавчому комітету Глухівської окружної Ради робітничих, селянських та червоноармійських депутатів, де було підтверджено необхідність закриття на дзвіниці спостережного пожежного посту (його перенесли на водонапірну вежу) з подальшим знесенням самої дзвіниці. Про це Глухівська окружна влада повідомила в листі наркомат освіти Української СРР від 29 квітня 1929 року.
Рішенням НКВС Української СРР секретаріат ВУЦВК 14 березня 1929 року надав дозвіл на знесення дзвіниці. На засіданні Президії Глухівської міськради від 10 травня 1929 року було доручено місцевому господарству в терміновому порядку перевести спостережний пункт із дзвіниці на водогінну башту з установленням міського годинника. Саме з цього пункту чергові міської пожежної команди цілодобово спостерігали за містом та околицями для попередження можливих пожеж. Планувалося не пізніше 20 травня цього ж року розпочати знесення дзвіниці.
Намагання відомого вченого, професора Федора Ернста зупинити знесення були марними. Не зміг цьому завадити й спротив заступника наркома освіти Олександра Потоцького. Зокрема, народний комісаріат освіти УСРР у червні 1929 року видав постанову «Про припинення руйнації пам'ятки культури в Глухові». Також не було погодження Київським інспектором охорони пам'яток культури. Адже, згідно з постановою ВУЦВК і РНК УСРР від 16 червня 1926 року «Про пам'ятки культури й природи», не можна було знімати та руйнувати старовинні дзвони.
Знесення розпочалось 12 червня 1929 року. За спогадами краєзнавця Ігоря Сбитного робітники по дощатих лотках опускали з висоти цеглу на землю. Висока чотириярусна дзвіниця остаточно була знесена при першій хвилі боротьби з релігією в Радянському Союзі 1930 року.

## Опис
Стилістично чотириярусна дзвіниця належить до раннього класицизму, що в другій половині XVIII століття починає зароджуватися з великим впливом наявного до цього бароко. Вона була зведена наприкінці XVIII століття північніше собору з цегли з проміжними дерев'яними перекриттями. Структурно кожен ярус — це було розташування четверика на четверику. Споруда вінчалась восьмигранним підбанником, плескатою банею та високим шпилем. Відповідно, у кожному четверику були аркові отвори, які майстри фланкували лопатками й пілястрами.
Дзвіниця проєктувалася за аналогією із Петропавлівським собором у Санкт-Петербурзі. Вона була набагато вища за собор. Відповідно до обмірів українських радянських архітекторів, наукових співробітників Інституту історії та теорії архітектури Академії архітектури УРСР Віктора Мойсеєнка та Надії Новаківської, що проводилися 1952 року, собор сягав у висоту 36 метрів.
Відповідно до задуму архітектора Андрія Квасова вона мала розташовуватись у західній частині храму. Але, врешті-решт, була побудована окремо від собору з північного його боку.
Дзвіниця розташовувалась по вулиці Києво-Московській на місці нинішнього багатоквартирного будинку № 53. Орієнтир — вхід до бібліотеки, що розташована на першому поверсі згаданого будинку. На ній розташовувався пожежний пост та міський годинник.